# Hun dell'Anglia orientale
Hun (fl. VIII secolo) sarebbe stato re dell'Anglia orientale dal 749 fino al 759 circa, condividendo il potere con Beorna e Alberht in seguito alla suddivisione del regno avvenuta dopo la morte di Ælfwald.

## Storicità
La storicità di Hun ha come unica fonte un annale che lo cita, un'antologia di Roger di Wendover da materiale che potrebbe derivare dalle opere di Byrhtnoth di Ramsey compilate attorno all'anno 1000. L'annale afferma che nel 749 (dopo la morte di re Ælfwald) "...Hunbeanna e Alberht si divisero il regno dell'Anglia orientale tra loro".
Negli ultimi anni alcuni aspetti di questa affermazione sono stati verificati dalla scoperta di monete coniate da re Beorna e Alberht (o Aethelberht). Il riconoscimento di Beorna come figura storica lascia separato l'elemento "Hun" del nome citato nell'annale "Hunbeanna", dato che lo stesso Boeanna o Beorna è una forma abbreviata di un nome formato di due parti che viene ridotto col raddoppiamento di una consonante (es. Jonathan, Jonny).
"Hun" potrebbe perciò essere un epiteto associato a Beorna, (così come Aethelwald Moll o Eadbert Praen), ma anche una terza persona
il cui nome sia stato fuso per un errore di trascrizione con quello di Beorna. Il nome Hun è abbastanza comune nell'Inghilterra dell'VIII e IX secolo, anche se come parte di un nome composto. Aethelhun, ad esempio, fu tra gli uomini del Wessex coinvolti nei tumulti che portarono alla battaglia di Burford Bridge nel 752 e durante il IX secolo ci furono nel nord dell'Anglia orientale alcuni vescovi di Helmham di nome Hunferth e Hunberht. Esistono anche numerosi toponimi in East Anglia che usano "Hun" come Hunton e Hundon nel Suffolk o Hunston and Hunstanton nel Norfolk.
Una teoria alternativa afferma che l'annale, scritto in latino, fu tradotto da una fonte originale in antico inglese e che il traduttore abbia erroneamente interpretato la parola iniziale Her come parte del nome Beorna. Her (In questo anno) è l'incipit consueto degli annali in antico inglese e la tipica forma della lettera r può essere facilmente scambiata per quella della n. La storicità della persona Hun è così possibile, anche se non certa.

## Fonti
- M.M. Archibald, 1985, The coinage of Beonna in the light of the Middle Harling hoard, British Numismatic Journal 55, 10-54.
- M.M. Archibald, V.H. Fenwick and M.R. Cowell, 1996, A sceat of Ethelbert I of East Anglia and recent finds of coins of Beonna, British Numismatic Journal 65, 1-19.
- J. Campbell (Ed.), The Anglo-Saxons (Oxford 1982).
- V.H. Fenwick, 1984, Insula de Burgh: Excavations at Burrow Hill, Butley, Suffolk 1978-1981, Anglo-Saxon Studies in Archaeology and History 3, 35-54.
- J.A. Giles, Roger of Wendover's Flowers of History ( 2 Vol.) (Londra 1849).
- D.P. Kirby, The Earliest English Kings (Londra 1991).
- S.J. Plunkett, Suffolk in Anglo-Saxon Times (Tempus, Stroud 2005).
- B. Yorke, Kings and kingdoms of Early Anglo-Saxon England (Londra 1990).